# 우상의 눈물 (영화)
《우상의 눈물》(偶像의 눈물)은 1982년에 개봉한 대한민국의 영화이다. 전상국이 지은 동명의 소설을 원작으로 하여 제작되었으며 임권택이 감독을 맡았다.

## 캐스팅
- 진유영 : 최기표 역
- 박근형 : 권달호 역
- 이구순 : 형우 역
- 권기선
- 김범기
- 김정식
- 태현실
- 전숙